# 쿠죠 히카리
쿠죠 히카리(일본어: 九条ひかり くじょうひかり[*], 한국명: 이예빈)는 토에이 애니메이션의 프리큐어 시리즈 《프리큐어 Max Heart》에 등장하는 캐릭터이다. 애니메이션에서 목소리를 연기한 성우는 일본판은 타나카 리에, 한국판은 이용신이다.

## 개요
Max Heart부터 첫등장. 샤이니 루미너스로 변신하며, 변신 시 파트너는 포룬과 루룬. 터치컴뮨이 된 포룬의 힘으로 "루미너스 샤이닝 스트림!"이라고 외치며 변신한다.

## 인물 소개
벨로네 중학교 1학년. 신비한 분위기를 풍기며 등장했으며, 외관은 금발에 옆으로 땋아 묶은 머리를 하고 있다. 후지타 아카네를 세뇌시켜 사촌동생으로서 그 집에서 살면서 'TAKOCAFE'라는 타코야키 가게 일손을 도와주고 있다. 프리큐어의 싸움을 우연히 목격하고 후에 포룬과의 만남을 통해 샤이니 루미너스로 각성, 프리큐어와 같이 싸우게 된다. 사실 그 정체는 인간계(일본 / 한국)가 아닌 빛의 정원 출신.
성격은 온화하고 다소 수줍음을 타며 일견 얌전해보이지만 심지는 굳세다. 인간 세상에 온지 얼마 안 됐지만 성적은 호노카처럼 우수하다.

## 샤이니 루미너스
"빛나는 생명, 샤이니 루미너스!" (일본어: 輝く生命、シャイニールミナス!) 이미지 색은 분홍색.
변신 후 복장의 기본 테마색은 분홍색이며, 금발 긴 양갈래머리가 특징. 흑,백이라는 당시에는 다소 파격적인 프리큐어들과 달리 기존의 마법소녀같은 이미지. 다른 프리큐어와 달리 전투를 거의 하지 않고, 적의 공격을 피하기만 하거나 원거리 지원 역할을 한다. 단독 공격기술이 없는 등 전투력은 전무하지만, 도약력이나 내구력, 주력 등 다른 프리큐어들처럼 신체능력은 동등하다. 아이템의 힘으로 강력한 방어막을 만들 수 있다.
아이템
- 하티엘 바톤
- 하티엘 브로치

필살기
- 루미너스 하티엘 액션

큐어 블랙, 큐어 화이트와 3인 합체 필살기
- 에키스트림 루미나리오
- 에키스트림 루미나리오 맥스